# Hněvnice
Hněvnice är en ort i Tjeckien.   Den ligger i regionen Plzeň, i den västra delen av landet, 100 km väster om huvudstaden Prag. Hněvnice ligger 419 meter över havet och antalet invånare är 101.
Terrängen runt Hněvnice är huvudsakligen platt, men den allra närmaste omgivningen är kuperad. Terrängen runt Hněvnice sluttar österut. Runt Hněvnice är det ganska tätbefolkat, med 96 invånare per kvadratkilometer. Närmaste större samhälle är Plzeň, 19,8 km öster om Hněvnice. Trakten runt Hněvnice består till största delen av jordbruksmark.